# Station Concarneau
Station Concarneau is een voormalig spoorwegstation in de Franse gemeente Concarneau. Het was de terminus van de lijnen van Rosporden en Quimperlé. Het station sloot in 2016 voor het reizigersverkeer.